# Эндэ (озеро)
Эндэ — пресноводное озеро в Красноярском крае, Россия.
Расположено приблизительно в 260 километрах восточнее Игарки, на юго-западной окраине плато Путорана.
Площадь поверхности — 11,5 км². Площадь водосборного бассейна — 1540 км².
Высота над уровнем моря — 207 м.
Впадают реки Эндэ, Каменистая и Яктали. Вытекает Эндэ.